# Peter Kennaugh
Peter Kennaugh (Douglas, 15 de junio de 1989) es un deportista británico que compitió en ciclismo en las modalidades de pista, especialista en las pruebas de velocidad y keirin persecución, y ruta, perteneciendo entre los años 2018 y 2019 al equipo alemán Bora-Hansgrohe.
Participó en los Juegos Olímpicos de Londres 2012, obteniendo una medalla de oro en la prueba de persecución por equipos (junto con Edward Clancy, Geraint Thomas y Steven Burke).
Ganó dos medallas en el Campeonato Mundial de Ciclismo en Pista, oro en 2012 y bronce en 2011, y una medalla de oro en el Campeonato Europeo de Ciclismo en Pista de 2011.
En carretera su mayor éxito es la victoria en una etapa de la Vuelta a España 2016 (la contrarreloj por equipos del primer día). Además ganó la clasificación general en la Vuelta a Austria de 2014.
Kennaugh fue nombrado miembro de la Orden del Imperio Británico (MBE) en el año 2012 por sus éxitos deportivos. En abril de 2019 tuvo que dejar provisionalmente la competición por problemas de salud mental.

## Medallero internacional
| Juegos Olímpicos   | Juegos Olímpicos          | Juegos Olímpicos  | Juegos Olímpicos        |
| Año                | Lugar                     | Medalla           | Competición             |
| ------------------ | ------------------------- | ----------------- | ----------------------- |
| 2012               | Londres ( Reino Unido)    | Medalla de oro    | Persecución por equipos |
| Campeonato Mundial |                           |                   |                         |
| Año                | Lugar                     | Medalla           | Competición             |
| 2011               | Apeldoorn ( Países Bajos) | Medalla de bronce | Persecución por equipos |
| 2012               | Melbourne ( Australia)    | Medalla de oro    | Persecución por equipos |
| Campeonato Europeo |                           |                   |                         |
| Año                | Lugar                     | Medalla           | Competición             |
| 2011               | Apeldoorn ( Países Bajos) | Medalla de oro    | Persecución por equipos |

## Palmarés

### Pista
2006 (como amateur)
- 3.º en el Campeonato del Reino Unido Persecución por Equipos

2008 (como amateur)
- Campeonato del Reino Unido Madison (haciendo pareja con Mark Cavendish)
- Campeonato de Europeo sub-23 Persecución por Equipos (haciendo equipo con Steven Burke, Mark McNally y Andrew Tennant)

2009
- København, Persecución por Equipos (haciendo equipo con Steven Burke, Edward Clancy y Christopher Newton)

2011
- Campeonato Europeo Persecución por Equipos (haciendo equipo con Steven Burke, Edward Clancy y Geraint Thomas)

2012
- Campeonato Mundial Persecución por Equipos (haciendo equipo con Edward Clancy, Steven Burke y Geraint Thomas)
- Campeonato Olímpico Persecución por Equipos (haciendo equipo con Ed Clancy, Geraint Thomas y Steven Burke)

### Carretera
2008 (como amateur)
- Trofeo Internacional Bastianelli
- Gran Premio Capodarco
- 2.º en el Campeonato de Reino Unido en Ruta

2009 (como amateur)
- 1 etapa del Girobio
- 3.º en el Campeonato del Reino Unido en Ruta

2010
- 2.º en el Campeonato del Reino Unido en Ruta

2014
- Settimana Coppi e Bartali, más 1 etapa
- Campeonato del Reino Unido en Ruta
- Vuelta a Austria, más 1 etapa

2015
- 1 etapa del Critérium del Dauphiné
- Campeonato del Reino Unido en Ruta

2016
- Cadel Evans Great Ocean Road Race
- 1 etapa del Herald Sun Tour

2017
- 1 etapa del Critérium del Dauphiné

2018
- Gran Premio Pino Cerami

## Resultados en Grandes Vueltas y Campeonatos del Mundo
| Carrera         | Carrera         | 2010 | 2011 | 2012 | 2013 | 2014 | 2015 | 2016 | 2017 | 2018 |
| --------------- | --------------- | ---- | ---- | ---- | ---- | ---- | ---- | ---- | ---- | ---- |
|                 | Giro de Italia  | —    | 87.º | Ab.  | —    | —    | —    | —    | —    | —    |
|                 | Tour de Francia | —    | —    | —    | 77.º | —    | Ab.  | —    | —    | —    |
|                 | Vuelta a España | Ab.  | —    | —    | —    | 71.º | —    | 42.º | —    | —    |
| Mundial en Ruta | Mundial en Ruta | —    | —    | —    | —    | 82.º | —    | —    | 36.º | 16.º |

—: no participa

Ab.: abandono

## Equipos
- Sky (2010-2017)
  - Sky Professional Cycling Team (2010)
  - Sky Procycling (2011-2013)
  - Team Sky (2014-2017)
- Bora-Hansgrohe (2018-04.2019)